# مفك فاحص

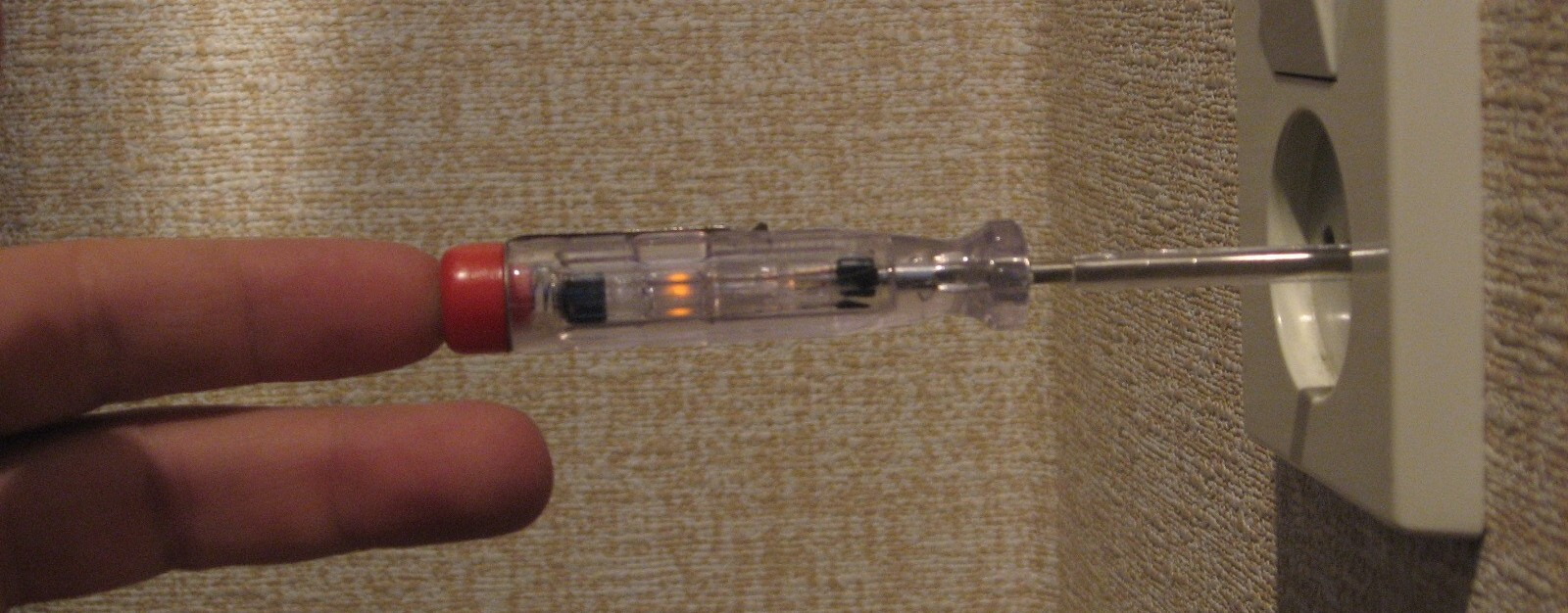

المفك الفاحص هو مفك براغي خاص، يستعمل للكشف عن التيار الكهربائي في المأخذ الكهربائي أو سلك توصيل.

## مكوناته
يتكون المفك الكاشف من لسان معدني، عازل، مقاومة للحماية، مصباح تألقي، نابض ، فتير اللمس (مؤخرة المفك).

## كيفية الاستعمال
عند إدخال لسان المفك المعدني في أحد مربطي المأخذ أو ملامسة سلك، مع وضع أحد أصابع اليد على الفتير المركزي ( مؤخرة المفك) يتألق المصباح مشيراً لوجود تيار كهربائي وعدم تألقه يعني عدم وجود تيار كهربائي.